# Clara Nunes (álbum)
Clara Nunes é o quarto álbum da cantora brasileira de samba e MPB Clara Nunes, lançado em 1971 pela Odeon Records. Tendo como conceito o resgate da sonoridade afro-brasileira, o disco se tornou o primeiro sucesso da cantora, com 24 mil cópias (100 mil de acordo com outras fontes) comercializadas,[a] e consolidou a imagem de Clara Nunes como uma das principais intérpretes femininas do Brasil.

## Antecedentes
Até o lançamento de Clara Nunes, a cantora havia lançado três álbuns consecutivos de pouco sucesso comercial, apesar do sucesso obtido com a canção "Você Passa Eu Acho Graça" do disco homônimo. Faltava-lhe um direcionamento para sua obra. Aurino Araújo, playboy mineiro e então namorado da cantora, levou-a a um dos mais renomados escritórios de empresariamento artístico da época, a VENBA Produções Artísticas, de Marcos Cavalcanti de Albuquerque ("Venâncio") e Manoel José do Espírito Santo ("Corumba"). A dupla, autora de "Último pau-de-arara", sempre esteve entre as mais respeitadas do país e desde 1928 se dedicava à divulgação da música nordestina. Em 1968, fundaram a VENBA; algum tempo depois, Clara Nunes passou a integrar o cast da empresa. Pouco tempo após isso ocorrer, Clara, irritada com os efeitos de ordem emocional sobre sua carreira, deu um ultimato a Aurino: ou eles se casavam ou estaria tudo terminado entre os dois. O casamento foi marcado para o dia 14 de fevereiro de 1970, mas o relacionamento acabou antes disso, após uma briga do casal em Belo Horizonte, quando Clara encontrou Aurino com outra mulher na boate Le Chat Noir. Os dois jamais se encontrariam novamente após o episódio.
O ano de 1970 foi um momento de virada na vida da cantora. Além do fim do relacionamento, Clara passou a exigir mudanças na sua imagem artística junto à direção da Odeon. Como era bem relacionada com os diretores, a gravadora atendeu a seus pedidos, mas não sem antes apostar no mercado aberto pelos festivais de música popular, dos quais fizeram Clara participar, sem muito êxito. A ideia da gravadora era colocá-la para gravar compactos com as canções que ela defendia nos festivais; se as canções fizessem sucesso nos festivais, haveria a possibilidade de estourarem nas rádios. Os festivais ocorriam sobre um clima político intenso. As formas de expressão artística estavam à mercê dos censores do regime militar. Tendo noção do perigo que os artistas corriam, Clara optou, naquele momento, por deixar a política de lado e focar em sua carreira. Em 1971, no entanto, viu-se num imbróglio que poderia ter lhe custado a carreira.
Em 7 de janeiro de 1971, a cantora entrou em estúdio para gravar o compacto de "Apesar de Você", sucesso de Chico Buarque, acreditando na ingenuidade da letra da canção, uma crítica velada ao governo do general Emilio Médici disfarçada de briga de namorados. Um mês depois, o jornalista Sebastião Nery, do jornal Tribuna da Imprensa, publicou uma nota exaltando a canção. O governo entendeu a mensagem e proibiu a obra, recolhendo e destruindo os discos. Clara Nunes foi acusada de "subversiva". O presidente da Odeon, o advogado Henry Jessen, foi intimado a dar explicações sobre a moça e fez um acordo com os militares para pôr um fim ao mal-entendido: Clara Nunes seria a intérprete do "Hino das Olimpíadas do Exército", de Miguel Gustavo (autor de "Pra Frente, Brasil"), e cantaria a canção na cerimônia de abertura das Olimpíadas em Belo Horizonte. A canção está disponível em um compacto simples promocional.
Ao mesmo tempo, Clara continuava a participar dos festivais. No entanto, para ela já não importava mais estar entre as primeiras colocadas das disputas. A fórmula já começava a demonstrar seus primeiros sinais de desgastes e a cantora queria partir para outra. Os festivais, assim como os boleros, as marchas-rancho, as canções românticas e o iê-iê-iê, foram tentativas da Odeon de emplacá-la de alguma forma como uma das principais artistas de MPB. Tanto é verdade que Clara nunca fez parte de fato do movimento da Jovem Guarda; não há um registro sequer de uma participação sua no programa de televisão homônimo. Em meio ao episódio da sua "subversão" e de sua participação nos festivais, Clara estava em estúdio preparando seu novo disco, que seria considerado o trabalho da virada, que mudaria definitivamente seu estilo e a colocaria sob os holofotes da mídia.

## Produção
Havia tempo que Clara considerava a ideia de resgatar a sonoridade afro-brasileira. Nunca soube como executá-la, uma vez que ainda não tinha nem influência nem maturidade para brigar por seus projetos junto à Odeon. Apesar disso, as experiências com canções como "Você Passa Eu Acho Graça", "De Esquina em Esquina" e "Garoa de Subúrbio" deram-lhe certa confiança de que poderia cantar samba. Além disso, ela já gostava de batuque, demonstrando apreço pela sonoridade de origem africana nos centros de umbanda que frequentava. Quando começou a negociar com a Odeon a gravação do novo álbum, Clara pensou de imediato em Hermínio Bello de Carvalho para produzi-lo. Os dois chegaram a conversar sobre o repertório, mas Carlos Imperial, assistente de produção de A Beleza Que Canta, álbum anterior da cantora, e diretor do Departamento Internacional da gravadora, vetou a ideia. Ele não gostava de Hermínio, por causa de motivos até hoje desconhecidos. Clara então propôs Aldezon Alves, radialista influente naquele momento. Ele apresentava Aldezon Alves, o amigo da madrugada na Rádio Globo, que abria espaço para sambistas pouco conhecidos, sendo creditado como o responsável pelo sucesso de "O Pequeno Burguês" de Martinho da Vila. Clara o ouvia com frequência e acreditou que a ideia poderia dar certo, ainda que Milton Miranda, diretor artístico da Odeon, fosse contra, explicando-lhe que Aldezon nunca fora produtor de disco e não entendia a indústria fonográfica. A gravadora, no entanto, aceitou a sugestão da cantora e convidou Aldezon para uma conversa.
Após o sucesso do compacto "Misticismo da África ao Brasil", lançado por Clara em março de 1971, Aldezon garantiu o direito de produzir seu primeiro álbum. Convocou o maestro Lindolfo Gaya para ser o diretor musical e, no repertório, apresentava uma safra de compositores novos como Gisa e João Nogueira e Geovana. Aldezon, no entanto, não dispensou ícones como Noel Rosa e a dupla Luiz Gonzaga e Zé Dantas. A ideia do radialista era preencher o vácuo deixado após a morte de Carmen Miranda, pois, segundo ele, desde então nenhuma outra cantora tinha "assumido o afro tanto do ponto de vista sonoro quanto do visual". Assim sendo, Clara teria de se reinventar. Uma mudança brusca foi empreendida, de repertório a vestidos, de penteados a costumes. Geraldo Sobreira, costureiro que produzia roupas para escolas de samba, foi contatado por Aldezon. Juntos, os três discutiram o que seria, a partir daquele momento, adotado como visual: vestidos longos, rendas, colares, guias de santo, pulseiras e turbantes. Adevanir, um cabeleireiro que cuidava do cabelo da cantora desde que ela havia chegado ao Rio de Janeiro, sugeriu uma mudança radical para acompanhar a nova fase: um cabelo de corte bem curto. O visual, muito elogiado, foi parar nas colunas sociais. Adevanir passava o dia cortando o cabelo de suas clientes como o de Clara, que pela primeira vez lançava moda. As revistas passavam a requisitá-la para ensaios fotográficos.

## Recepção e impacto
Clara Nunes vendeu cerca de 24 mil cópias segundo a gravadora; há quem afirme que teria ultrapassado a marca dos 100 mil. De qualquer forma, tornou-se um marco na carreira da cantora. Vendeu mais que todos seus discos anteriores somados. Seis anos após deixar Belo Horizonte rumo ao Rio de Janeiro e onze anos após vencer o concurso A Voz de Ouro ABC, cujo prêmio foi um contrato com a Odeon, Clara Nunes enfim começava a chamar a atenção, tanto da mídia, quanto da crítica e do público. Ela foi convidada a se apresentar durante vinte minutos no programa de Flávio Cavalcanti, então líder de audiência da televisão brasileira aos domingos, além de ser tema constante em matérias de jornais e revistas. Convites para shows e entrevistas na televisão e no rádio surgiam de uma hora para a outra.
Após Clara Nunes, a cantora passou a ser procurada por sambistas e outros compositores e virou uma das artistas do primeiro escalão da Odeon  Records, o que despertou a ira de outros integrante do cast da gravadora, mais notavelmente Simone e Beth Carvalho. Esta última, que já havia pensado em gravar um disco com sambas, ficou irritadíssima com a gravadora quando os diretores vetaram a ideia, dizendo-lhe que Clara Nunes já era a estrela do gênero na Odeon. Beth acabou trocando a Odeon pela Tapecar, onde só gravaria seu primeiro disco em 1973, o que propagou o boato de que ela plagiava Clara. As comparações entre as duas permaneceriam na mídia e no imaginário popular até a morte prematura de Clara em 1983.

## Compactos
Antes do lançamento do álbum, a Odeon lançou um compacto simples com dois sambas de enredo: "Misticismo da África ao Brasil", da Império da Tijuca e "Festa Para um rei Negro", do Salgueiro, ambos do carnaval de 1971, quando Clara estreou na avenida desfilando pela Portela.  O compacto fez grande sucesso e garantiu a Aldezon o direito de produzir seu primeiro álbum. Outro sucesso presente no disco foi "Ê Baiana". A canção era cantada por volta de 1968 e 1969 na quadra da Mocidade Independente de Padre Miguel e se espalhou pelas quadras de outras escolas, como a da União da Ilha. Foi lá que Aldezon escutou a canção pela primeira vez e teve a ideia de colocá-la no disco que estava produzindo.

## Faixas
| Lado A |                                     |                                                                     |         |  |
| N.º    | Título                              | Compositor(es)                                                      | Duração |  |
| 1.     | "Aruandê Aruandá"                   | Zé da Bahia                                                         | 2:27    |  |
| 2.     | "Participação"                      | Didier Ferraz, Jorge Belizário                                      | 1:50    |  |
| 3.     | "Meu Lema"                          | João Nogueira, Gisa Nogueira                                        | 2:44    |  |
| 4.     | "Ê Baiana"                          | Fabrício da Silva, Baianinho, Ênio Santos Ribeiro, Miguel Pancrácio | 2:59    |  |
| 5.     | "Puxada da Rede do Xaréu (Parte 1)" | Maria Rosita Salgado Góes                                           | 0:52    |  |
| 6.     | "Novamente"                         | Luiz Bandeira                                                       | 1:58    |  |
| 7.     | "Misticismo da África ao Brasil"    | Mário Pereira, João Galvão, Wilmar Costa                            | 2:39    |  |

| Lado B |                                     |                           |         |  |
| N.º    | Título                              | Compositor(es)            | Duração |  |
| 8.     | "Sabiá"                             | Luiz Gonzaga, Zé Dantas   | 1:48    |  |
| 9.     | "Rosa 25"                           | Geovana                   | 2:54    |  |
| 10.    | "A Favorita"                        | Francisco Leonardo        | 3:05    |  |
| 11.    | "Puxada da Rede do Xaréu (Parte 2)" | Maria Rosita Salgado Goes | 0:33    |  |
| 12.    | "Feitio de Oração"                  | Noel Rosa, Vadico         | 3:03    |  |
| 13.    | "Canseira"                          | Paulo Diniz, Odibar       | 2:25    |  |
| 14.    | "Morrendo Verso Em Verso"           | João Nogueira             | 2:28    |  |